# Рашидов, Сардор Ихтиёрович
Сардор Ихтиёрович Рашидов (узб. Sardor Ixtiyorovich Rashidov; род. 14 июня 1991, Джизак) — узбекистанский футболист, нападающий клуба «Навбахор». Выступал за сборную Узбекистана.

## Клубная карьера
Сардор Рашидов является выпускником футбольной академии «Бунёдкор». Выступал за молодёжную команду джизакской «Согдианы». С лета 2010 года начал выступать за молодёжную команду ташкентского клуба «Бунёдкор». Впоследствии стал привлекаться в основную команду клуба, и с 2012 года стал одним из основных игроков команды. Наибольший пик лидерства Рашидова в «Бунёдкоре» пришёлся в сезонах 2013 и 2014 годов.
Благодаря его игре, на Рашидова начали обращать внимание зарубежные клубы. В частности, им интересовались московский ЦСКА, итальянский «Интер», а также ряд клубов из Катара, ОАЭ и Саудовской Аравии.
В «Бунёдкоре» Сардор Рашидов в общей сложности сыграл 78 матчей и забил 22 гола. В июле 2015 года было объявлено о трансфере Рашидова в катарский «Аль-Джаиш». Катарский клуб приобрёл футболиста за 2,2 млн долларов США.
Перейдя в «Аль-Джаиш», Рашидов и там стал одним из лидеров команды, быстро закрепив за собой место в основном составе. В 2018 году он перешёл в клуб ташкентский «Локомотив», где он выиграл Суперлигу Узбекистана. В январе 2019 года было объявлено о его переходе в португальский клуб «Насьонал».

## Карьера в сборной
В октябре 2013 года на Сардора Рашидова обратили внимание тренера национальной сборной Узбекистана, и 31 октября 2013 года он дебютировал в составе национальной сборной Узбекистана на матче в рамках отборочного турнира Кубка Азии 2015, против сборной Вьетнама и уже в дебютном для него матче забил гол.
В 2015 году принял участие в финальном турнире Кубка Азии 2015, сыграл во всех четырёх матчах своей команды и забил два гола, оба — в решающем матче за выход из группы против Саудовской Аравии (3:1).

## Достижения
«Бунёдкор»
- Чемпион Узбекистана (3): 2010, 2011, 2013
- Вице-чемпион Узбекистана (2): 2007, 2012
- Обладатель Кубка Узбекистана (3): 2010, 2012, 2013
- Финалист Кубка Узбекистана: 2014
- Обладатель Суперкубка Узбекистана: 2014
- Полуфиналист Лиги чемпионов АФК: 2012

«Локомотив»
- Чемпион Узбекистана: 2018

Личные
- Футболист года в Узбекистане (№ 2): 2015